# Mauricio Ortega (athlétisme)
Ne doit pas être confondu avec Mauricio Ortega (cyclisme).

Mauricio Alexander Ortega Girón, né le 4 août 1994 à Apartadó, est un athlète colombien, spécialiste du lancer du disque.

## Biographie

### Carrière junior
En catégorie junior, Mauricio Ortega remporte le titre aux championnats d'Amérique du Sud juniors d'athlétisme 2011, et le conserve deux ans plus tard à Resistencia en battant au passage le record d'Amérique du Sud junior avec un jet à 62,78 m (disque de 1,75 kg).
Toujours en 2013, il réalise 59,67 m avec le disque de 2 kg à l'occasion des Jeux bolivariens, ce qui constitue là aussi le record d'Amérique du Sud junior, et par la même occasion le record de Colombie senior.

### Saison 2014
Début 2014, il améliore cette performance en lançant l'engin à 59,95 m lors des Jeux sud-américains de Santiago, en battant dans l'ordre le Brésilien Ronald Julião et l'Argentin Germán Lauro.
Il est ensuite dominé par les deux hommes aux championnats ibéro-américains, où il termine 4e. Après avoir établi une nouvelle meilleure marque à 60,99 m fin mai au meeting GP Ximena Restrepo à Medellín, Ortega remporte le titre de champion de Colombie le 28 juin 2014, toujours à Medellín. Son record national, en même temps record d'Amérique du Sud espoir, est alors porté à 62,30 m.
Le 3 octobre, le Colombien est vainqueur des Championnats d'Amérique du Sud des moins de 23 ans, avec plus de 4 mètres d'avance sur le 2e. Enfin, en novembre, il obtient l'argent aux Jeux d'Amérique centrale et des Caraïbes
avec 60,69 m, battu par le Cubain Jorge Fernández. 

### Champion d'Amérique du Sud
Le 9 mai 2015, il lance le disque à 64,47 m à Medellín, nouveau record national.
Le 12 juin 2015 il devient champion d'Amérique du Sud à Lima devant le Brésilien Ronald Julião et son compatriote Juan Caicedo.
Il prend la onzième place aux Championnats du monde de Pékin.

### 2016
Le 24 avril 2016, Ortega s'adjuge le titre national.
Il améliore son record de Colombie en lançant successivement  à 64,80 m le 24 mai 2016 à Turnov, puis à 65,84 m le 1er juin à Jablonec, ce qui lui permet de réaliser les minima pour les JO. 
Il réussit 65,06 m lors du meeting de Szczecin le 18 juin.
Lors d'une exhibition, il réalise 67,45 m sur la plage d'Ostende, mais la performance n'est pas faite dans des conditions régulières.
Aux Jeux olympiques de Rio il échoue en qualifications.
Il conclut sa saison par une victoire aux championnats d'Amérique du Sud des moins de 23 ans.
Le 30 juillet 2018, il bat son record national avec 66,30 m pour remporter la médaille d'or des Jeux d'Amérique centrale et des Caraïbes de Barranquilla, devant son pays, devant Jorge Fernández (65,27 m) et Traves Smikle (64,68 m).
Le 29 février 2020, au Portugal, il bat son propre record d'Amérique du Sud avec un jet à 67,03 m. Le 22 juillet, dans la même ville, le Colombien devient le premier athlète d'Amérique du Sud à dépasser la barre des 70 mètres, en expédiant son disque à 70,29 m, meilleure performance mondiale de l'année.

## Palmarès
| Date | Compétition                              | Lieu                 | Résultat | Marque  |
| ---- | ---------------------------------------- | -------------------- | -------- | ------- |
| 2013 | Championnats d'Amérique du Sud           | Carthagène des Indes | 3e       | 57,76 m |
| 2013 | Jeux bolivariens                         | Trujillo             | 1er      | 59,67 m |
| 2014 | Jeux sud-américains                      | Santiago             | 1er      | 59,95 m |
| 2014 | Jeux d'Amérique centrale et des Caraïbes | Xalapa               | 2e       | 60,69 m |
| 2015 | Championnats d'Amérique du Sud           | Lima                 | 1er      | 61,36 m |
| 2015 | Championnats du monde                    | Pékin                | 11e      | 61,02 m |
| 2017 | Championnats d'Amérique du Sud           | Luque                | 1er      | 63,82 m |
| 2018 | Jeux sud-américains                      | Cochabamba           | 1er      | 62,10 m |
| 2018 | Jeux d'Amérique centrale et des Caraïbes | Barranquilla         | 1er      | 66,30 m |
| 2019 | Championnats d'Amérique du Sud           | Lima                 | 1er      | 58,89 m |
| 2019 | Jeux panaméricains                       | Lima                 | 5e       | 61,15 m |
| 2021 | Jeux olympiques                          | Tokyo                | 7e       | 64,08 m |
| 2023 | Championnats d'Amérique du Sud           | São Paulo            | 3e       | 60,18 m |
| 2023 | Jeux panaméricains                       | Santiago             | 2e       | 61,86 m |

## Records
| Épreuve | Marque       | Lieu    | Date            |
| ------- | ------------ | ------- | --------------- |
| Disque  | 70,29 m (AR) | Lovelhe | 22 juillet 2020 |